# Theoctista
Theoctista, född 740, död 802, var en politiskt inflytelserik bysantinsk nunna. 
Theoctista var dotter till en bysantisk byråkrat. Hon, hennes syster och bror Plato uppfostrades efter sina föräldrars död i pesten av sin farbror, som var anställd vid kejserliga skattkammaren. Hennes bror blev munk, medan hon och hennes syster giftes bort. Hon gifte sig med sin farbrors kollega Photinus och fick med honom en dotter och sönerna Theodore, Joseph och Euthymius. 
Hon beskrivs i sin son Theodores biografi som from, handlingskraftig och strikt, generös mot de fattiga, sträng mot tjänare och med ambitioner för sina söners räkning. Hon utbildade sig själv genom självstudier och gav sedan även sina barn en hög bildning. När barnen blivit vuxna, övertalade hon sin make att de båda skulle leva i celibat. 
När Irene (bysantinsk kejsarinna) år 780 blev regent och upphävde förbudet mot ikoner, blev Theoctistas hem ett centrum för stadens ikon-förespråkare. Under inflytande av sin bror, munken Plato, lät hon sälja det mesta av sin och sin makes och familjens samlade tillgångar, varpå hela familjen grundade ett munkkloster på sin egendom Saccudium i Bithynien där allt kvinnligt var förbjudet med undantag av Theoctista, hennes dotter och ännu en kvinnlig släkting. 
År 795 försköt kejsar Konstantin VI sin fru Maria från Amnia och gifte om sig med hovdamen Theodote, som var släkt med Theoctista. Klostret i Saccudium, under ledning av Theoctistas bror och son, Plato och Theodore, protesterade mot skilsmässan. Kejsaren upplöste därför klostret och arresterade Plato och Theodore. Theoctista tvingades återvända till Konstantinopel, där hon uppviglade opinionen mot kejsaren, som därför lät arrestera henne. Hennes fångenskap gav henne martyrstatus. Efter Irenes statskupp 797 kunde familjen återupprätta klostret i Saccadium. Theoctista levde sitt återstående liv i extrem asketism, utövande goda gärningar, i klostret. 